# Ржавинецьке болото
Ржавине́цьке боло́то — комплексна пам'ятка природи місцевого значення в Україні. Розташована в межах Заставнівського району Чернівецької області, на північ від села Ржавинці. 
Площа 4,4 га. Статус надано згідно з рішенням облвиконкому від 17.03.1992 року № 72. Перебуває у віданні: Ржавинецька сільська рада. 
Статус надано для збереження цінного водно-болотного природного комплексу. Являє собою озеро в карстовій западині на останній стадії евтрофікації. Займає днище плоскої карстової лійки діаметром 200—240 м. У посушливі пори вода в западині майже повністю зникає. Береги і дно поросли типовою для боліт водною та прибережно-водною рослинністю з переважанням очерету звичайного. 